# Hans Melin
Hans Olof Viktor Melin, född 19 mars 1916 på Svea artilleriregemente i Stockholm, död 11 april 1993 i Oscars församling,  Stockholm, var kriminalkommissarie vid Stockholmspolisens utlänningsrotel fram till dess att han den 4 februari 1979 anhölls, misstänkt för spioneri.

## Biografi
Misstankar väcktes hos Säkerhetspolisen under våren 1978 då uppgifter tydde på att tjänstemän vid den irakiska ambassaden i Stockholm hade tillgång till hemligstämplade dokument från den svenska polisen. Efter att man övervakat en av irakierna, kunde polisen se hur han hade ett möte med kriminalkomissarien Hans Melin. En längre period av diskret övervakning av Melins förehavanden inleddes nu.
Gripandet skedde i en lägenhet på Sveavägen i Stockholm, i samband med att Melin sammanträffade med den irakiske underrättelseofficeren Abu Haidar. Vid gripandet visiterades Melin och Haidar. I Melins ficka återfanns 3000 US-dollar i kontanter, medan Haidar bar på ett antal hemligstämplade dokument, samt en handling undertecknad av Melin där han uttrycker sin vilja att samarbeta med den irakiska regeringen. Eftersom Abu Haidar åtnjöt diplomatisk immunitet släpptes han senare på dagen, men kom senare att förklaras som persona non grata och utvisas ur riket.
Vid utredningen framkom att Hans Melin till irakierna överlämnat bland annat utredningar om irakiska medborgare som sökt asyl i Sverige, Rikspolisstyrelsens hemligstämplade "terrorlista" och fotostatkopior av diverse hemligstämplade rapportöversikter från utrikesdepartementet. Dessutom visade det sig att Melin även haft kontakt med en KGB-officer vid den sovjetiska ambassaden och till denne lämnat ut uppgifter om sovjetmedborgare som fått politisk asyl i Sverige.
Senare samma år dömdes Hans Melin av Stockholms tingsrätt till fängelse i fyra år för spioneri. Efter överklagande sänkte hovrätten straffet till tre års fängelse. Motiven för Melins handlande förblev oklara och han hävdade själv att han endast velat verka för goda förbindelser mellan Sverige och Irak.
Hans Melin är gravsatt i minneslunden på Galärvarvskyrkogården i Stockholm.